# Simon Hofer
Simon Hofer (* 22. Juli 1981) ist ein Schweizer Fussballspieler. 
Er begann seine Fussballkarriere beim SC Steinhausen. Schon früh wurde sein Talent vom FC Luzern erkannt, welcher den jungen Spieler 1997 in seine Juniorenabteilung lotste.
1999 schnupperte der Mittelfeldspieler erstmals die Luft der Nationalliga A. In den folgenden Spielzeiten bis 2004 brachte es der Zuger auf insgesamt 50 Pflichtspiele (6 Tore) für den FCL. 
Ab der Saison 2004/05 trug er die Farben des SC Cham, mit welchem er 2007 den überraschenden Aufstieg in die Challenge League bewerkstelligen konnte. Von 2010 bis 2013 spielte Hofer beim FC Baar, ehe er seine Laufbahn beendete.
Simon Hofer durchlief alle Juniorenauswahlen des Schweizerischen Fussballverbandes von der U15 bis zur U21. Dabei ist er mit 55 Einsätzen (3 Tore) nach Rainer Bieli einer der Spieler mit den meisten Spielen in der Juniorennationalmannschaft.